# 薩薩里
薩薩里（義大利語：Sassari，或譯薩沙里）是位於義大利薩丁尼亞島嶼上北部的一個港口城市，遙對熱那亞以南的科西嘉島，是撒丁島人口第二多城市和歷史最古老的城市之一。薩薩里省的首府所在地。

## 文化
薩薩里與撒丁島南部的卡利亞里在文化上頗為相似，同樣保留了很多不同的宗教文化特色。

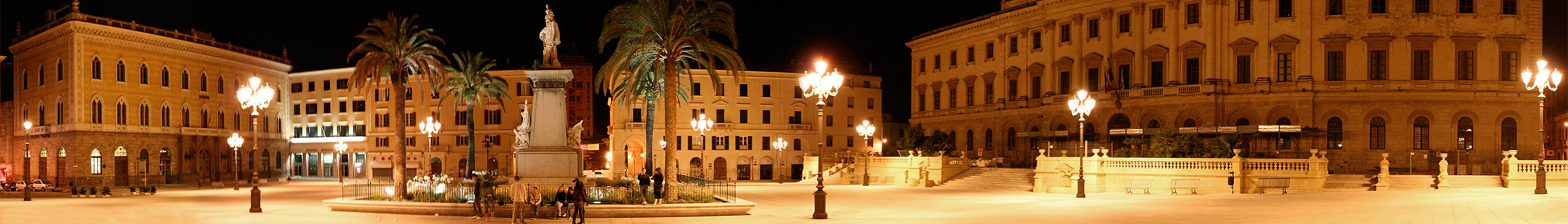
意大利廣場

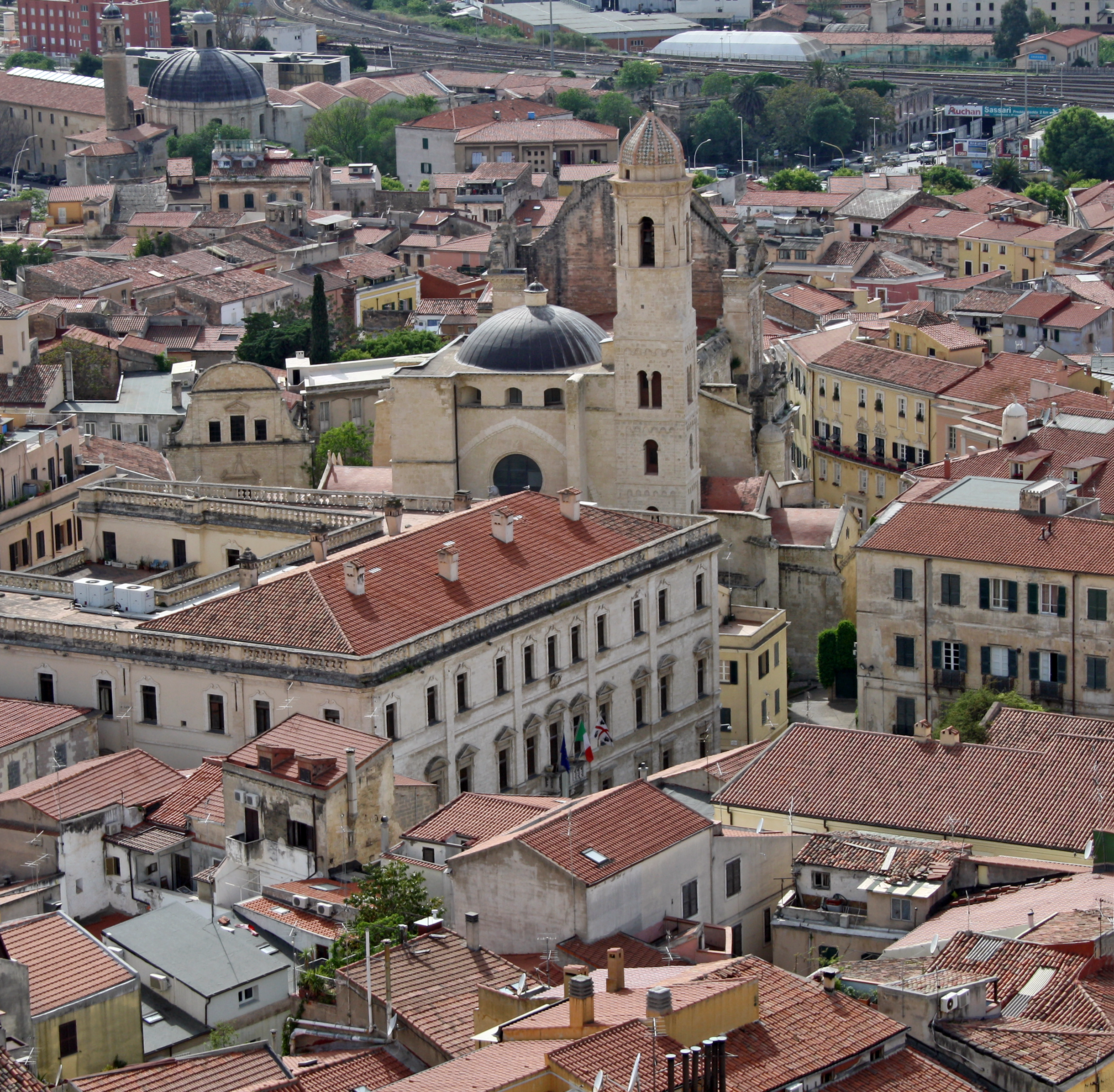
市中心鸟瞰

## 外部連結
维基共享资源上的相關多媒體資源：薩薩里